# فرانتس فون هیپر
فرانتس فون هیپر (آلمانی: Franz von Hipper؛ زاده ۱۳ سپتامبر ۱۸۶۳ – درگذشته ۲۵ مهٔ ۱۹۳۲) یک فرد نظامی اهل آلمان بود.